# Retigabine
Retigabine (INN) hoặc ezogabine (USAN) là thuốc chống co giật được sử dụng như một phương pháp điều trị bổ trợ cho bệnh động kinh cục bộ ở bệnh nhân trưởng thành đã qua điều trị. Thuốc được phát triển bởi Valete Pharmaceuticals và GlaxoSmithKline. Nó đã được Cơ quan Dược phẩm Châu Âu phê duyệt dưới tên thương mại Trobalt vào ngày 28 tháng 3 năm 2011 và bởi Cục Quản lý Thực phẩm và Dược phẩm Hoa Kỳ (FDA), dưới tên thương mại Potiga, vào ngày 10 tháng 6 năm 2011. Việc sản xuất đã bị dừng lại vào tháng 6 năm 2017.
Retigabine hoạt động chủ yếu như một dụng cụ mở kênh kali, bằng cách kích hoạt một họ kênh kali được kiểm soát điện áp nhất định trong não. Cơ chế hoạt động này là duy nhất trong số các thuốc chống động kinh, và có thể hứa hẹn điều trị các tình trạng thần kinh khác, bao gồm ù tai, đau nửa đầu và đau thần kinh. Công ty đã rút retigabine khỏi việc sử dụng lâm sàng vào năm 2017.

## Tác dụng phụ
Các tác dụng phụ được tìm thấy trong thử nghiệm pha II chủ yếu ảnh hưởng đến hệ thần kinh trung ương và dường như liên quan đến liều dùng. Các tác dụng phụ phổ biến nhất là buồn ngủ, chóng mặt, ù tai và hoa mắt, nhầm lẫn và nói chậm. Các tác dụng phụ ít phổ biến hơn bao gồm run, mất trí nhớ, rối loạn dáng đi và nhìn đôi. Năm 2013, FDA cảnh báo công chúng rằng, Potiga (ezogabine) có thể gây đổi màu da và bất thường mắt đặc trưng bởi sự thay đổi sắc tố ở võng mạc. FDA hiện không biết liệu những thay đổi này có thể đảo ngược hay không. FDA đang làm việc với nhà sản xuất để thu thập và đánh giá tất cả các thông tin có sẵn để hiểu rõ hơn về các sự kiện này. FDA sẽ cập nhật công khai khi có thêm thông tin. Các triệu chứng tâm thần và khó tiểu cũng đã được báo cáo, với hầu hết các trường hợp xảy ra trong 2 tháng đầu điều trị.

## Tương tác
Retigabine dường như không có tương tác thuốc với các thuốc chống co giật thường được sử dụng nhất. Nó có thể làm tăng chuyển hóa lamotrigine (Lamictal), trong khi phenytoin (Dilantin) và carbamazepine (CBZ, Tegretol) làm tăng độ thanh thải của retigabine.
Sử dụng đồng thời retigabine và digoxin có thể làm tăng nồng độ trong huyết thanh sau này. Các nghiên cứu in vitro cho thấy chất chuyển hóa chính của retigabine hoạt động như một chất ức chế P-glycoprotein, và do đó có thể làm tăng sự hấp thụ và giảm đào thải digoxin.

## Dược lý

### Cơ chế hoạt động
Retigabine hoạt động như một chất mở kênh kali KCNQ/Kv7 thần kinh, một cơ chế hoạt động khác biệt rõ rệt so với bất kỳ thuốc chống co giật hiện nay. Cơ chế hoạt động này tương tự như cơ chế flupirtine tương tự về mặt hóa học, được sử dụng chủ yếu cho các đặc tính giảm đau.

### Dược động học
Retigabine được hấp thu nhanh chóng, và đạt nồng độ tối đa trong huyết tương từ nửa giờ đến 2 giờ sau một liều uống duy nhất. Nó có sinh khả dụng đường uống cao vừa phải (50-60%), khối lượng phân phối cao (6.2 L/ kg) và thời gian bán hủy thiết bị đầu cuối từ 8 đến 11 giờ. Retigabine cần liều 3 lần mỗi ngày do thời gian bán hủy ngắn.
Retigabine được chuyển hóa ở gan, bằng N - glucuronid hóa và acetyl hóa. Hệ thống cytochrom P450 không liên quan. Retigabine và các chất chuyển hóa của nó được đào thải gần như hoàn toàn (84%) qua thận.

## Lịch sử
Trong số các thuốc chống co giật mới hơn, retigabine là một trong những thuốc được nghiên cứu rộng rãi nhất trong môi trường tiền lâm sàng: nó là chủ đề của hơn 100 nghiên cứu được công bố trước khi các thử nghiệm lâm sàng bắt đầu. Trong các thử nghiệm tiền lâm sàng, người ta tìm thấy có một phổ rất rộng hoạt động phúc hiệu quả trong gần như tất cả các mô hình động vật co giật và động kinh được sử dụng: retigabine ngăn chặn cơn co giật gây ra bởi sốc điện, điện củi mồi của amygdala, pentylenetetrazol, kainate, NMDA, và độc tố. nhà nghiên cứu hy vọng hoạt động trên phạm vi rộng này cũng sẽ chuyển sang các nghiên cứu ở người.

### Các thử nghiệm lâm sàng
Trong một thử nghiệm lâm sàng mù đôi, ngẫu nhiên, giả dược có đối chứng giai đoạn II, retigabine đã được thêm vào chế độ điều trị của 399 người tham gia với các cơn động kinh từng phần khó chữa khi điều trị bằng các thuốc chống động kinh khác. Tần suất xảy ra các cơn động kinh đã giảm đáng kể (từ 23 đến 35%) ở những người tham gia điều trị bằng retigabine và khoảng một phần tư đến một phần ba số người tham gia có tần suất động kinh giảm hơn 50%. Liều cao hơn có liên quan đến đáp ứng điều trị lớn hơn.
Một thử nghiệm giai đoạn II có nghĩa là để đánh giá sự an toàn và hiệu quả của retigabine trong điều trị đau dây thần kinh hậu Zona đã được hoàn thành vào năm 2009, nhưng không đáp ứng được điểm cuối chính của nó. Kết quả sơ bộ đã được Valete báo cáo là "không có kết luận".

### Phê duyệt theo quy định
Cục Quản lý Thực phẩm và Dược phẩm Hoa Kỳ đã chấp nhận Đơn đăng ký Thuốc mới của Valete cho retigabine vào ngày 30 tháng 12 năm 2009. Ủy ban Tư vấn Thuốc ngoại vi và Hệ thần kinh Trung ương của FDA đã họp vào ngày 11 tháng 8 năm 2010 để thảo luận về quy trình và nhất trí khuyến nghị phê duyệt Potiga cho chỉ định dự định (điều trị bổ sung các cơn động kinh một phần ở người lớn). Tuy nhiên, khả năng bí tiểu là một tác dụng phụ được coi là mối quan tâm đáng kể và các thành viên của hội thảo khuyến nghị nên sử dụng một số chiến lược theo dõi để xác định bệnh nhân có nguy cơ rối loạn chức năng bàng quang. Potiga đã được FDA chấp thuận vào ngày 10 tháng 6 năm 2010, nhưng không có sẵn trên thị trường Hoa Kỳ cho đến khi nó được lên lịch bởi Cục Quản lý Thực thi Thuốc.
Vào tháng 12 năm 2011, Cơ quan Thực thi Ma túy Hoa Kỳ (DEA) đã đưa chất này vào Đạo luật V của Đạo luật về các chất bị kiểm soát (CSA), loại chất có khả năng lạm dụng tương đối thấp. Điều này đã có hiệu lực vào ngày 15 tháng 12 năm 2011.

## Tên gọi
Các INN "retigabine" đầu được công bố như là đang được xem xét bởi WHO vào năm 1996. Điều này đã được thông qua như sau đề nghị quốc tế tên chung (Rinn) cho thuốc, và, vào năm 2005 hoặc năm 2006, Hội đồng Usan - một chương trình được tài trợ bởi Hiệp hội Y khoa Hoa Kỳ, Hội nghị Dược sĩ Hoa Kỳ và Hiệp hội Dược sĩ Hoa Kỳ chọn tên không độc quyền cho thuốc được bán tại Hoa Kỳ. Tuy nhiên, vào năm 2010, Hội đồng USAN đã hủy bỏ quyết định trước đó và gán "ezogabine" làm Tên thông qua Hoa Kỳ cho loại thuốc này. Do đó, loại thuốc này sẽ được gọi là "ezogabine" ở Hoa Kỳ và "retigabine" ở các nơi khác.